# Kanton Saint-Georges-de-Mons
 Saint-Georges-de-Mons is een kanton van het Franse departement Puy-de-Dôme. Het kanton maakt deel uit van het arrondissement  Riom.  

 Het telt 18.844 inwoners in 2018.

Het kanton  werd gevormd ingevolge het decreet van 21  februari 2014 met uitwerking op 22 maart 2015 met Saint-Georges-de-Mons als hoofdplaats.

## Gemeenten
Het kanton Saint-Georges-de-Mons omvat volgende 28 gemeenten, afkomstig van de opgeheven kantons Manzat, Menat en Combronde: 
- Les Ancizes-Comps
- Beauregard-Vendon
- Blot-l'Église
- Champs
- Charbonnières-les-Vieilles
- Combronde
- Davayat
- Gimeaux
- Jozerand
- Lisseuil
- Loubeyrat
- Manzat
- Marcillat
- Montcel
- Pouzol
- Prompsat
- Queuille
- Saint-Angel
- Saint-Gal-sur-Sioule
- Saint-Georges-de-Mons
- Saint-Hilaire-la-Croix
- Saint-Myon
- Saint-Pardoux
- Saint-Quintin-sur-Sioule
- Saint-Rémy-de-Blot
- Teilhède
- Vitrac
- Yssac-la-Tourette